# Летонија на Летњим олимпијским играма 2012.
Летонија је учествовала на Летњим олимпијским играма 2012. у Лондону и било је то њихово 10. учешће на Летњим олимпијским играма (укупно 19).
Летонску делегацију чинило је 45 спортиста (31 мушкарца и 14 жена) који су се такмичили у 12 спортова. Националну заставу на свечаном дефилеу земаља на церемонији отварања 27. јула носио је одбојкаш на песку Мартињш Пљавињш док је заставу на церемонији затварања игара 12. августа носила атлетичарка Инета Радевича.
Највећи успех остварио је бициклиста Марис Штромбергс освајањем златне медаље у дициплини мушки ВМХ. Бронзу је остварио тим Пљавињш-Шмедињш у одбојци на песку.
У екипи Летоније је учествовала Афанасиј Кузмин, такмичарка у стрељаштву, којој су ово биле десете олимпијске игре. Три пута је учествовала као представница СССР, а седам пута Летоније. У периоду од 1976. до 2012. није пропустила ниједне игре осим у Лос Анђелесу 1984. када је СССР бојкотовао игре. За њено име је везан још један „рекорд“. Са своје 64 године и 157 дана постала је најстарији летонски учесник олимпијских игара у историји олимпијског спорта у Летонији.

## Освајачи медаља
| Медаља | Олимпијац                     | Спорт      | Дисциплина       | Датум      |
| ------ | ----------------------------- | ---------- | ---------------- | ---------- |
|        | Марис Штромбергс              | Бициклизам | Мушки            | 10. август |
|        | Мартињш Пљавињш Јанис Шмедињш | Одбојка    | Одбојка на песку | 9. август  |

| Спорт      |   |   |   | Укупно |
| Бициклизам | 1 | 0 | 0 | 1      |
| Одбојка    | 0 | 0 | 1 | 1      |
| Укупно     | 1 | 0 | 1 | 2      |

## Учесници по спортовима
| Спорт           | Мушкарци | Жене | Укупно |
| --------------- | -------- | ---- | ------ |
| Атлетика        | 12       | 10   | 22     |
| Бициклизам      | 4        | 1    | 5      |
| Гимнастика      | 1        | 0    | 1      |
| Дизање тегова   | 1        | 0    | 1      |
| Кајак и кану    | 2        | 0    | 2      |
| Модерни петобој | 1        | 1    | 2      |
| Одбојка         | 4        | 0    | 4      |
| Пливање         | 1        | 1    | 2      |
| Рвање           | 1        | 1    | 2      |
| Стони тенис     | 1        | 0    | 1      |
| Стрељаштво      | 1        | 0    | 1      |
| Џудо            | 2        | 0    | 2      |
| 12 спортова     | 31       | 14   | 45     |

## Атлетика
Са укупно 23 такмичара атлетска репрезентација Летоније била је најбројнија делегација ове земље на овим олимпијским играма. Најбољи резултат остварила је Инета Радевича заузевши 4. место у скоку удаљ. Пред почетак игара због повреде одустао је спринтер Роналдс Арајс, па је атлетска репрезентација учествовала са 22 такмичара.
Мушкарци
| Атлетичар          | Дисциплина     | Квалификације | Квалификације | Полуфинале       | Полуфинале       | Финале            | Финале            |
| Атлетичар          | Дисциплина     | Рез.          | Плас.         | Рез.             | Плас.            | Рез.              | Плас.             |
| ------------------ | -------------- | ------------- | ------------- | ---------------- | ---------------- | ----------------- | ----------------- |
| Дмитриј Јуркевич   | 1.500 м        | 3:41,40       | 9.            | Није се пласирао | Није се пласирао | Није се пласирао  | Није се пласирао  |
| Игор Казакевич     | 50 км ходање   |               |               |                  |                  | 4:06:47           | 45.               |
| Јанис Лејтис       | 400 м          | 46,41         | 5.            | Није се пласирао | Није се пласирао | Није се пласирао  | Није се пласирао  |
| Арнис Румбениекс   | 20 км ходање   |               |               |                  |                  | 1:26:26           | 45.               |
| Валериј Жолнерович | Маратон        |               |               |                  |                  | Није завршио трку | Није завршио трку |
| Марекс Арентс      | Скок мотком    | 5,35          | 22.           |                  |                  | Није се пласирао  | Није се пласирао  |
| Ајнарс Ковалс      | Бацање копља   | 79,19         | 17.           |                  |                  | Није се пласирао  | Није се пласирао  |
| Зигисмунд Сирмајс  | Бацање копља   |               | ---           |                  |                  | Није се пласирао  | Није се пласирао  |
| Игор Соколов       | Бацање кладива | 72,76         | 21.           |                  |                  | Није се пласирао  | Није се пласирао  |
| Марис Уртанс       | Бацање кугле   | 19,13         | 27.           |                  |                  | Није се пласирао  | Није се пласирао  |
| Вадим Василевски   | Бацање копља   | 72,81         | 38.           |                  |                  | Није се пласирао  | Није се пласирао  |

Десетобој
| Атлетичар    | Дисциплина | 100 м | ДАЉ  | Куг   | ВИС  | 400 м | 110П  | Д     | М    | Коп   | 1500 м  | Укупно | Плас. |
| ------------ | ---------- | ----- | ---- | ----- | ---- | ----- | ----- | ----- | ---- | ----- | ------- | ------ | ----- |
| Едгарс Ерињш | Резултат   | 10,99 | 6,98 | 13,45 | 1,93 | 50,62 | 15,22 | 45,10 | 4,50 | 57,35 | 4:35,88 | 7.649  | 22.   |
| Едгарс Ерињш | Бодова     | 863   | 809  | 695   | 740  | 786   | 823   | 769   | 760  | 698   | 706     | 7.649  | 22.   |

Жене
| Атлетичарка          | Дисциплина     | Квалификације | Квалификације | Финале            | Финале            |
| Атлетичарка          | Дисциплина     | Рез.          | Плас.         | Рез.              | Плас.             |
| -------------------- | -------------- | ------------- | ------------- | ----------------- | ----------------- |
| Даце Лина            | Маратон        |               |               | 2:47:47           | 98.               |
| Полина Јелизарова    | 3.000 стиплчез | 9:27,21       | 4. КВ         | 9:38,56           | 13.               |
| Агнесе Пастаре       | 20 км ходање   |               |               | 1:31:54           | 24.               |
| Лаума Грива          | Скок удаљ      | 6,10          | 28.           | Није се пласирала | Није се пласирала |
| Лина Музе            | Бацање копља   | 59,91         | 13.           | Није се пласирала | Није се пласирала |
| Мадара Паламејка     | Бацање копља   | 60,62         | 10. кв        | 60,73             | 8.                |
| Синта Озолиња-Ковала | Бацање копља   | 58,86         | 20.           | Није се пласирала | Није се пласирала |
| Инета Радевича       | Скок удаљ      | 6,68          | 5. кв         | 6,88              | 4.                |

Седмобој
| Атлетичарка      | Дисциплине | 100П  | ВИС   | Куг   | 200 н    | ДАЉ      | Коп      | 800 м    | Укупно       | Пласман      |
| ---------------- | ---------- | ----- | ----- | ----- | -------- | -------- | -------- | -------- | ------------ | ------------ |
| Ајга Грабусте    | Резултат   | 13,65 | 1,77  | 13,52 | Одустала | Одустала | Одустала | Одустала | Без пласмана | Без пласмана |
| Ајга Грабусте    | Поена      | 1.028 | 941   | 762   | ---      | ---      | ---      | ---      | Без пласмана | Без пласмана |
| Лаура Икаунијеце | Резултат   | 13,71 | 1,83  | 12,64 | 24,16    | 6,13     | 51,27    | 2:12,13  | 6.414        | 9.           |
| Лаура Икаунијеце | Поена      | 1.020 | 1.016 | 704   | 965      | 890      | 885      | 934      | 6.414        | 9.           |

## Бициклизам
Друм
| Бициклист         | Дисциплина       | Резултат | Пласман |
| ----------------- | ---------------- | -------- | ------- |
| Алексеј Сарамотин | Друмска трка (М) | 5:46:37  | 56.     |

| Бициклист         | Дисциплина | За носиоце | За носиоце | Четвртфинале | Четвртфинале | Полуфинале | Полуфинале | Финале            | Финале            |
| Бициклист         | Дисциплина | Рез.       | Плас.      | Бод.         | Плас.        | Бод.       | Плас.      | Рез.              | Плас.             |
| ----------------- | ---------- | ---------- | ---------- | ------------ | ------------ | ---------- | ---------- | ----------------- | ----------------- |
| Марис Штромбергс  | Мушки      | 38.697     | 11.        | 8            | 2. КВ        | 10         | 3. КВ      | 37.576            |                   |
| Еџус Трејманис    | Мушки      | НЗВ        | 32.        | 12           | 2. КВ        | 14         | 5.         | Није се пласирао  | Није се пласирао  |
| Рихардс Вејде     | Мушки      | 38.753     | 13.        | 19           | 3. кв        | 18         | 7.         | Није се пласирао  | Није се пласирао  |
| Сандра Алексејева | Женски ВМХ    | 41.752     | 13.        |              |              | 19         | 7.         | Није се пласирала | Није се пласирала |

## Гимнастика
Мушкарци по справама
| Гимнастичар      | Дисциплина  | Квалификације | Квалификације | Квалификације | Квалификације | Квалификације | Квалификације | Квалификације | Квалификације | Финале           | Финале           | Финале           | Финале           | Финале           | Финале           | Финале           | Финале           |
| Гимнастичар      | Дисциплина  | Справе        | Справе        | Справе        | Справе        | Справе        | Справе        | Укупно        | Плас.         | Справе           | Справе           | Справе           | Справе           | Справе           | Справе           | Укупно           | Плас.            |
| Гимнастичар      | Дисциплина  | Па            | КсХ           | К             | Пр            | Р             | В             | Укупно        | Плас.         | П                | КсХ              | К                | Пр               | Р                | В                | Укупно           | Плас.            |
| ---------------- | ----------- | ------------- | ------------- | ------------- | ------------- | ------------- | ------------- | ------------- | ------------- | ---------------- | ---------------- | ---------------- | ---------------- | ---------------- | ---------------- | ---------------- | ---------------- |
| Дмитриј Трефилов | Вишебој (М) | 12.900        | 14.233        | 13.133        | 14.733        | 13.533        | 14.033        | 82.565        | 38.           | Није се пласирао | Није се пласирао | Није се пласирао | Није се пласирао | Није се пласирао | Није се пласирао | Није се пласирао | Није се пласирао |

## Дизање тегова
| Дизач             | Категорија      | Трзај | Трзај | Избачај | Избачај | Укупно | Плас. |
| Дизач             | Категорија      | Рез.  | Плас. | Рез.    | Плас.   | Укупно | Плас. |
| ----------------- | --------------- | ----- | ----- | ------- | ------- | ------ | ----- |
| Артурс Плеснијекс | - до 105 кг (М) | 175   | 10.   | 215     | 7.      | 390    | 7.    |

## Кајак и кану
Летонија је имала једну посаду.
| Кајакаши                         | Дисциплина   | Квалификације | Квалификације | Полуфинале | Полуфинале | Финале | Финале |
| Кајакаши                         | Дисциплина   | Рез.          | Плас.         | Рез.       | Плас.      | Рез.   | Плас.  |
| -------------------------------- | ------------ | ------------- | ------------- | ---------- | ---------- | ------ | ------ |
| Алексеј Румјанцев Кристс Страуме | К-2 200м (М) | 34,447        | 5 КВ          | 34,140     | 5 БФ       | 36,110 | 11.    |

Легенда: КВ = квалификован за полуфинале; БФ = пласман у Б финале; 

## Модерни петобој
| Такмичар         | Дисциплина | Мачевање (мач) | Мачевање (мач) | Мачевање (мач) | Пливање (200м слободно) | Пливање (200м слободно) | Пливање (200м слободно) | Јахање (прескакање) | Јахање (прескакање) | Јахање (прескакање) | Комбиновано: стрељаштво/трчање (ваз. пиштољ 10 м)/(3.000 м) | Комбиновано: стрељаштво/трчање (ваз. пиштољ 10 м)/(3.000 м) | Комбиновано: стрељаштво/трчање (ваз. пиштољ 10 м)/(3.000 м) | Укупно бодова | Пласман |
| Такмичар         | Дисциплина | Рез.           | Плас.          | Бодова         | Рез.                    | Плас.                   | Бодова                  | Казне               | Плас.               | Бодова              | Рез.                                                        | Плас.                                                       | Бодова                                                      | Укупно бодова | Пласман |
| ---------------- | ---------- | -------------- | -------------- | -------------- | ----------------------- | ----------------------- | ----------------------- | ------------------- | ------------------- | ------------------- | ----------------------------------------------------------- | ----------------------------------------------------------- | ----------------------------------------------------------- | ------------- | ------- |
| Денис Черковски  | Мушкарци   | 23–12          | 4.             | 952            | 2:10,78                 | 28.                     | 1.232                   | 224                 | 32.                 | 976                 | 10:46,88                                                    | 13.                                                         | 2.416                                                       | 5.576         | 19.     |
| Јелена Рубљевска | Жене       | 25–10          | 1.             | 1.000          | 2:26,93                 | 32.                     | 1.040                   | 64                  | 16.                 | 1.136               | 12:17,22                                                    | 15.                                                         | 2.052                                                       | 5.228         | 8.      |

## Одбојка на песку
Летонија је имала два пара у мушкој конкуренцији.
| Одбојкаши                          | Групна фаза | Плас. | Осмина финала                                | Четвртфинале                                   | Полуфинале                             | Финале                                           | Финале |
| Одбојкаши                          | Противник Резултат | Плас. | Противник Резултат                           | Противник Резултат                             | Противник Резултат                     | Противник Резултат                               | Плас.  |
| ---------------------------------- | --- | ----- | -------------------------------------------- | ---------------------------------------------- | -------------------------------------- | ------------------------------------------------ | ------ |
| Мартињш Пљавињш Јанис Шмедињш      | Група E Ердман / Матисик ПОБ 2 : 1 (19:21, 23:21, 15:9) Хернандез / Виљафање ПОБ 2 : 0 (21:14, 21:16) Нумердор / Скојл ПОБ 2 : 0 (21:14, 21:18) | 1. КВ | Скарлунд / Спинангр ПОБ 2 : 0 (21:18, 21:16) | Гиб / Розентал ПОБ 2 : 1 (19:21, 21:18, 15:11) | Черути / Рего ИЗГ 0 : 2 (15:21, 20:22) | Нумердор / Скојл ПОБ 2 : 1 (19:21, 21:19, 15:11) |        |
| Александар Самоилов Руслан Сорокин | Група Д Фијалек / Прудел ПОБ 2 : 1 (12:21, 21:15, 15:12) Чија / Голдшмит ПОБ 2 – 0 (21:13, 21:10) Гиб / Розентал ИЗГ 0 : 2 (10:21, 16:21)       | 3. КВ | Бринк / Рекерман ИЗГ 0 : 2 (12:21, 17:21)    | Нису се пласирали                              | Нису се пласирали                      | Нису се пласирали                                | 9.     |

## Пливање
Мушкарци
| Пливач             | Дисциплина         | Квалификације | Квалификације | Полуфинале        | Полуфинале        | Финале            | Финале            |
| Пливач             | Дисциплина         | Рез.          | Плас.         | Рез.              | Плас.             | Рез.              | Плас.             |
| ------------------ | ------------------ | ------------- | ------------- | ----------------- | ----------------- | ----------------- | ----------------- |
| Увис Калнињш       | 100 м слободно (М) | 49,96         | 30.           | Није се пласирао  | Није се пласирао  | Није се пласирао  | Није се пласирао  |
| Габријела Никитина | 50 м слободно (Ж)  | 26,26         | 39.           | Није се пласирала | Није се пласирала | Није се пласирала | Није се пласирала |

## Рвање
Легенда:
- Т - победа/пораз тушем
- ТП - победа/пораз на техничке поене
- БТП - победа/пораз без техничких поена

Слободни стил за мушкарце
| Рвач              | Категорија | Квалификације      | 1. коло               | Четвртфинале          | Полуфинале         | Репасаж 1          | Репасаж 2          | Финале             | Финале |
| Рвач              | Категорија | Противник Резултат | Противник Резултат    | Противник Резултат    | Противник Резултат | Противник Резултат | Противник Резултат | Противник Резултат | Плас.  |
| ----------------- | ---------- | ------------------ | --------------------- | --------------------- | ------------------ | ------------------ | ------------------ | ------------------ | ------ |
| Армандс Звирбулис | - до 84 кг | Слободан           | Х. Роберти ПОБ 3:1 ТП | С. Гацијев ИЗГ 1:3 ТП | Није се пласирао   | Није се пласирао   | Није се пласирао   | Није се пласирао   | 10.    |

Слободни стил за жене
| Рвач                  | Категорија | Квалификације      | 1. коло                 | Четвртфинале            | Полуфинале         | Репасаж 1          | Репасаж 2          | Финале             | Финале |
| Рвач                  | Категорија | Противник Резултат | Противник Резултат      | Противник Резултат      | Противник Резултат | Противник Резултат | Противник Резултат | Противник Резултат | Плас.  |
| --------------------- | ---------- | ------------------ | ----------------------- | ----------------------- | ------------------ | ------------------ | ------------------ | ------------------ | ------ |
| Анастасија Григорјева | - до 63 кг | Слободна           | Е. Пирожкова ПОБ 3:1 ТП | С. Батцецег ИЗГ 0:3 БТП | Није се палсирао   | Није се палсирао   | Није се палсирао   | Није се палсирао   | 9.     |

## Стони тенис
| Стонотенисер | Дисциплина Квалификације | 1. коло            | 2. коло            | 3. коло            | 4. коло            | Четвртфинале       | Полуфинале         | Финале             | Финале             |                  |
| Стонотенисер | Дисциплина Квалификације | Противник Резултат | Противник Резултат | Противник Резултат | Противник Резултат | Противник Резултат | Противник Резултат | Противник Резултат | Противник Резултат | Плас.            |
| ------------ | ------------------------ | ------------------ | ------------------ | ------------------ | ------------------ | ------------------ | ------------------ | ------------------ | ------------------ | ---------------- |
| Матис Бургис | Мушки сингл              | Слободан           | П. Л. Инс ПОБ 4:3  | А. Смирнов ИЗГ 0:4 | Није се пласирао   | Није се пласирао   | Није се пласирао   | Није се пласирао   | Није се пласирао   | Није се пласирао |

## Стрељаштво
Мушкарци
| Стрелац         | Дисциплина               | Квалификације | Квалификације | Финале           | Финале           |
| Стрелац         | Дисциплина               | Пог.          | Плас.         | Пог.             | Плас.            |
| --------------- | ------------------------ | ------------- | ------------- | ---------------- | ---------------- |
| Афанасиј Кузмин | МК пиштољ брза паљба 25м | 569           | 17.           | Није се пласирао | Није се пласирао |

## Џудо
Мушкарци
| Џудока               | категорија  | 1. коло            | 2. коло                  | 3. коло                 | Четвртфинале       | Полуфинале         | Репасаж 1          | Репасаж 2          | Финале             | Финале           |
| Џудока               | категорија  | Противник Резултат | Противник Резултат       | Противник Резултат      | Противник Резултат | Противник Резултат | Противник Резултат | Противник Резултат | Противник Резултат | Плас.            |
| -------------------- | ----------- | ------------------ | ------------------------ | ----------------------- | ------------------ | ------------------ | ------------------ | ------------------ | ------------------ | ---------------- |
| Константин Овчињиков | – до 81 кг  | Слободан           | Л. Жиљеиро ИЗГ 0002–0010 | Није се пласирао        | Није се пласирао   | Није се пласирао   | Није се пласирао   | Није се пласирао   | Није се пласирао   | Није се пласирао |
| Јевгениј Бородавко   | – до 100 кг |                    | Е. Лиу ПОБ 0100–0000     | Д. Петерс ИЗГ 0000–0011 | Није се пласирао   | Није се пласирао   | Није се пласирао   | Није се пласирао   | Није се пласирао   | Није се пласирао |